# Dick Turpin (película)
Dick Turpin es una película española de aventuras estrenada en 1974, dirigida por Fernando Merino e interpretada en el papel protagonista por Cihangir Gaffari. Está basada en la vida de Dick Turpin, un bandido inglés que vivió en el siglo XVIII.

## Sinopsis
Dick Turpin es un bandolero inglés que incita a los campesinos a liberarse de su opresor el Conde de Belfort. También ayuda a la hija del tirano a casarse con Sean, el heredero de los McGregor.

## Reparto
- Cihangir Gaffari como Dick Turpin.
- Inés Morales como Isabel.
- Sancho Gracia como	Richard.
- Manuel Zarzo como	Brassier.
- Rafael Hernández como Peter.
- Cris Huerta como Conde de Belfort.
- Helga Liné como Anna.
- Antonio Mayans como Sean McGregor.
- Paloma Cela como María.
- Luis Gaspar como Thomas.
- Ramón Lillo como Dan.
- André Konan como Bud.
- Ricardo Palacios como Moscarda.
- Isabel Luque como Dama asaltada.
- Tito García como Mesonero.
- Juan Antonio Soler como Conde de Durham.
- Javier de Rivera como Fray Benito.
- Cristino Almodóvar como Oficial 1.
- Román Ariznavarreta como Oficial 2.